# Tifariti
Tifariti, anche Tifarita, è una piccola città situata nella Zona libera controllata dal Fronte Polisario, che costituisce circa un quarto del Sahara Occidentale. È situata in una zona accidentata del deserto, con poca vegetazione.
Nella Repubblica Democratica Araba dei Sahrawi è una daira della wilaya di Smara. Per il Polisario costituisce un simbolo della resistenza saharawi riguardo alla colonizzazione marocchina.

## Storia

### Il neolitico sahariano
Lungo i pendii della zona di Lemgasem, a Rekeiz, a nord di Tifariti, si trovano rocce dell'era precambriana, grandi lastre di pietra calcare. In questa zona si trovano all'interno di grotte molte pitture rupestri che alcuni archeologi hanno soprannominato del "neolitico sahariano" per le proprie caratteristiche uniche. Con disegni policromi, decine di scene di caccia e pastorizia vecchi di 8/10.000 anni, danze di uomini e donne e mani dipinte o incise nella roccia. Grotte decorate con motivi geometrici, gazzelle, giraffe, antilopi ed altri animali.
Attualmente in rovina, Tifariti non ha mai avuto importanti strutture fisse. Fin dal Medioevo la zona è stata frequentata da popolazioni nomadi, in particolare dai Sahrawi e dai beduini di Lingua araba.

### Il colonialismo

Tifariti sulla mappa con il muro marocchino

Tifariti fu per molto tempo un accampamento di nomadi, una sorta di città stagionale per i Sahrawi.
Per molti secoli la zona fu contesa fra diverse tribù nomadi per controllare la strada transahariana. Tifariti non ha nessuna costruzione permanente precedente al XX secolo.
Alla fine del XIX secolo, la Francia era l'impero coloniale che dominava la regione e quando la Spagna inizia la colonizzazione della costa del Sahara Occidentale, la parte interna come Tifariti non era controllata e contesa dalle due potenze europee. Nel marzo del 1912, una spedizione francese al comando del capitano Guerard fu sterminata nei pressi di Tifariti a "Gleib Ajchah" ribattezzata dopo come "Gleib Chuhada" (letteralmente montagna dei martiri).

### La decolonizzazione e la successiva guerra
Tifariti fu sede di numerose battaglie durante la guerra fra il Marocco ed i Sahrawi riuniti nel Fronte Polisario (1975-1991). Fu una base militare per entrambi gli schieramenti che più volte conquistarono e persero il controllo della città. Per i rifugiati Sahrawi fu usata come punto di sosta e smistamento sulla strada verso Tindouf in Algeria durante l'invasione marocchina. Colonne di rifugiati furono bombardate nella zona dalle Forze Aeree Marocchine nel 1975, provocando decine o centinaia di morti a seconda delle fonti, probabilmente con bombe al napalm. Negli anni 80 il Muro Marocchino fu costruito a nord di Tifariti la zona fu interessata dalla terza edificazione del maggio 1984 al sesto e definitivo allargamento dell'aprile 1987, il territorio circostante la città rimase pesantemente minato.

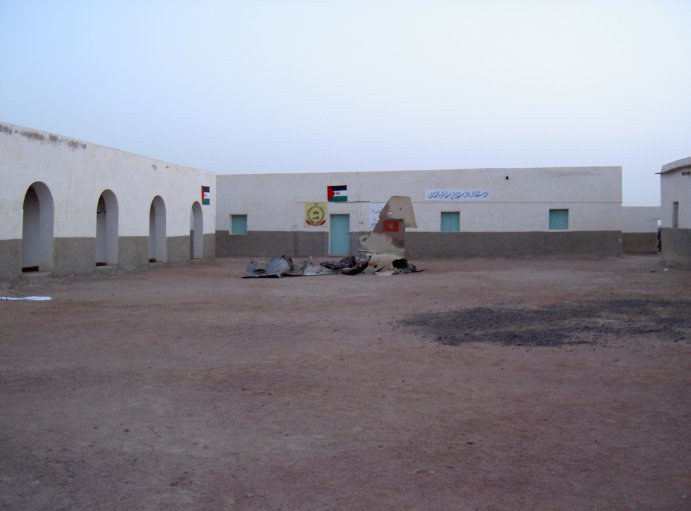
Resti di un caccia marocchino abbattuto a Tifariti

Nel 1989 furono costruiti ospedali ed edifici amministrativi da agenzie straniere in preparazione del ritorno in patria dei rifugiati Sahrawi per il referendum di autodeterminazione previsto dalle Nazioni Unite. Queste strutture furono bombardate e completamente distrutte dalle "Forze Aeree Marocchine" nel 1991, nell'ultimo grande attacco della guerra.

### Dopo la sospensione della guerra del 1991
Vicino a Tifariti sono situate una pista di atterraggio e una base della MINURSO, la forza di interdizione delle Nazioni Unite.
Nell'ottobre del 2002 si svolse qui l'XI Congresso Popolare Generale del Fronte Polisario  dove fu confermato Segretario Generale Mohamed Abdelaziz.
La RASD, non essendo uno stato riconosciuto dalle Nazioni Unite non ha potuto firmare il trattato di Ottawa del 1997 che vieta le mine antiuomo. Il 27 febbraio 2006 in una cerimonia simbolica di adesione ha distrutto una parte delle mine in proprio possesso
A Tifariti, considerata città simbolo e martire della guerra, il governo della RASD compie spesso atti ufficiali, ad esempio la firma, 29 marzo 2006 con quattro società petrolifere britanniche per lo studio delle potenzialità e per l'estrazione del petrolio anche in zona offshore.
Parte dalla città il Sahara Marathon, talvolta per motivi di sicurezza si svolge nei campi Sahrawi nei dintorni di Tindouf. Si svolge in febbraio ed ha cadenza annuale dalla prima edizione del 2001. È forte la partecipazione italiana. Fa parte dei numerosi eventi di lungo percorso a volte svolti in più giorni che hanno in comune il deserto.

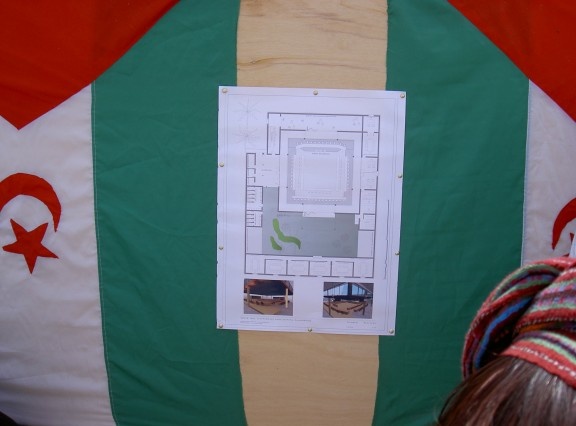
La pianta del nuovo Parlamento

Il 5 marzo 2006 è iniziata la costruzione del Parlamento della RASD. Rappresenta la volontà di spostare alcune strutture dalle zone autonome di Tindouf ai territori liberi

## Amministrazione

### Gemellaggi
- Loro Ciuffenna
- Montale
- Pontassieve
- Signa
- Los Palacios y Villafranca
- Agliana (al 20 aprile 1994)[8]

### Patti d'amicizia
- Medicina
- Castelfranco Emilia[9]